# Macrocondyla falcata
Macrocondyla falcata är en tvåvingeart som beskrevs av Hull 1973. Macrocondyla falcata ingår i släktet Macrocondyla och familjen svävflugor. Inga underarter finns listade i Catalogue of Life.